# 古パンコウ福音書記者教区教会

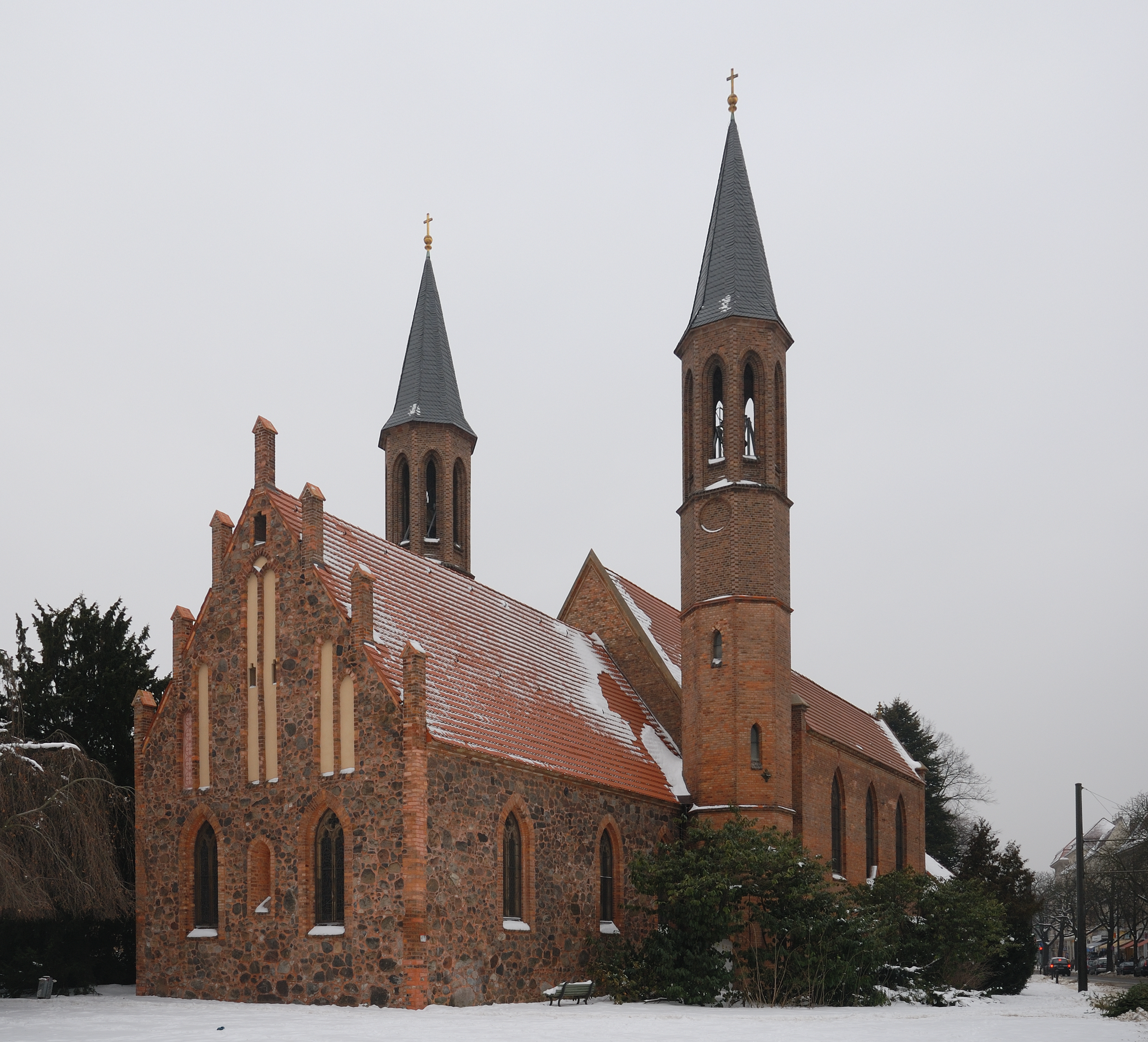
古パンコウ福音書記者教区教会Alte Pfarrkirche „Zu den Vier Evangelisten“ (2010)

古パンコウ福音書記者教区教会（こパンコウふくいんしょきしゃきょうくきょうかい、ドイツ語: Alte Pfarrkirche Pankow "Zu den Vier Evangelisten"）は、ベルリンのパンコウ区にある福音主義教会である。合同教会 のベルリン＝ブランデンブルク＝シュレージシェ・オーバーラウジッツ福音主義教会に属し、ルター派教会の礼拝をおこなっている。赤レンガの外壁と尖塔が目を引く建物である。古パンコウ福音書記者教区教会はかつてパンコウ村教会と呼ばれていた。ブライテン通りに面する農村教会として建設されたからである。最寄り駅はベルリンSバーン、ベルリン地下鉄2号線の パンコウ駅である。

## パンコウ入植史
1230年頃にパンコウ村は牧草地に適した地域として開墾され、農村教会として発展する基盤が形成されていた。この地域では当時植林も盛んにおこなわれた。カール4世治世の1375年にすでに司祭がいたことが記録されている。1459年、シュパンダウ地方にある農村教会として言及されていた。1541年から1896年までこの教会はニーダーシェーンハウゼン地区の本教会だった。ヨアヒム2世 (ブランデンブルク選帝侯)によるブランデンブルク辺境伯領(マルクブランデンブルク)での宗教改革導入に際して実施された1541年の教会巡察時に、パンコウ村教会に80人の陪餐教会員がいたことが記録されている。

## 教会建設史

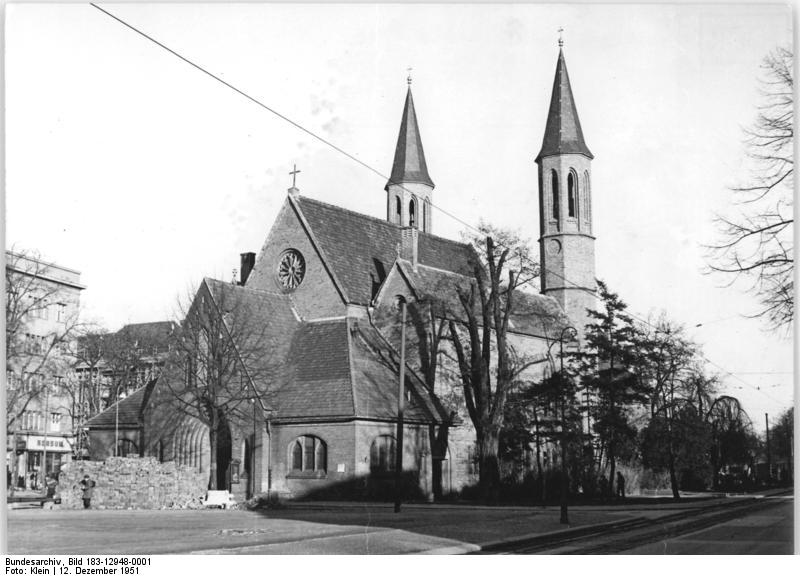
1857-59年の増築部分と1908年の入り口部分増築完成時のパンコウ教区教会

教会堂は二つの異なった部分から出来ている。それはオリジナルの長方形型礼拝会堂と1858/59年に西側にレンガで増築された部分である(合唱団席として増築された部分)。
パンコウは1230年頃に開墾され、建設期間を短縮するために木造教会堂が作られ宣教が開始された。1375年には4人の司祭がいたことが記録されている。15世紀に入って礼拝堂は不揃いな石で建設された。それらの石は必要最低限の大きさに削った形にした後、バラバラな形で外壁に敷き詰められた。窓枠部分は全てレンガで造られていた。合唱団席に据えられた窓の部分を例外として、教会堂は19世紀後半にネオゴシック様式で増築された。東側にあった飾り切妻は元来から存在し、一対の尖塔を伴っていた。
1737年にオリジナルの会堂西側に木製の枠組みで作られた明かり取り塔が建てられた。この塔は1832年まで残っていた。1812年頃には明かり取り塔の部分が老朽化し改築が必要になっていた。1832年にカール・ヴィルヘルム・レッドテイルがカール・フリードリヒ・シンケルの助力を得て改築をおこなった。それによってオリジナル部分の側面入り口が塞がれ、窓が大きくなった。1857年から59年にかけて、フリードリッヒ・アウグスト・シュテューラーがレンガを用いてこの教会堂増築を担当した。会堂入り口から祭壇までの部分が増築され八角形の鐘楼が側面に据えられ現在の会堂になった。この増改築終了時に福音書記者教会という教会名が与えられた。
1905年から1908年まで会堂西部にある入り口部分を増築した。その部分は教会員によって利用される空間である。1928年と1935年に屋根と暖房に関する修復がおこなわれた。第2次世界大戦時、教会は大きな破壊を受けた。尖塔は軒下の装飾のところに倒されたが、1953年にオリジナルな形で修復された。鐘を置く位置は高くしたが尖塔自体は少し低くした形で再建された。1959年に二つの尖塔が改装され、インゲ・パプによって製作されたガラス窓がはめ込まれた。1971/1972に内装リフォーム(新たな祭壇卓と十字架の設置)と聖書台と燭台の取替えもおこなわれた。それに加えて19世紀に作られたパイプオルガンとその前面管の修復もおこなわれた。1972年12月10日、他の教会で使われなくなったオルガンがこの教会に移設され聖別された。
1977年9月に教会会堂は記念物になった。1977年から1979年まで屋根が葺き直され、鐘楼が改良された。1980年に教会創立750周年記念日を祝った。1982年から1983年まで教会堂内装のリフォームがおこなわれた。1992年に温風暖房が設置された。1994年にシュテューラーの設計された屋根と教会入り口を改装した。1996年から1999年の間に記念碑としての屋根葺き作業がおこなわれた。2000年において尖塔屋根が葺き直され、鐘楼もまた改良された。

## 教会堂内施設設備

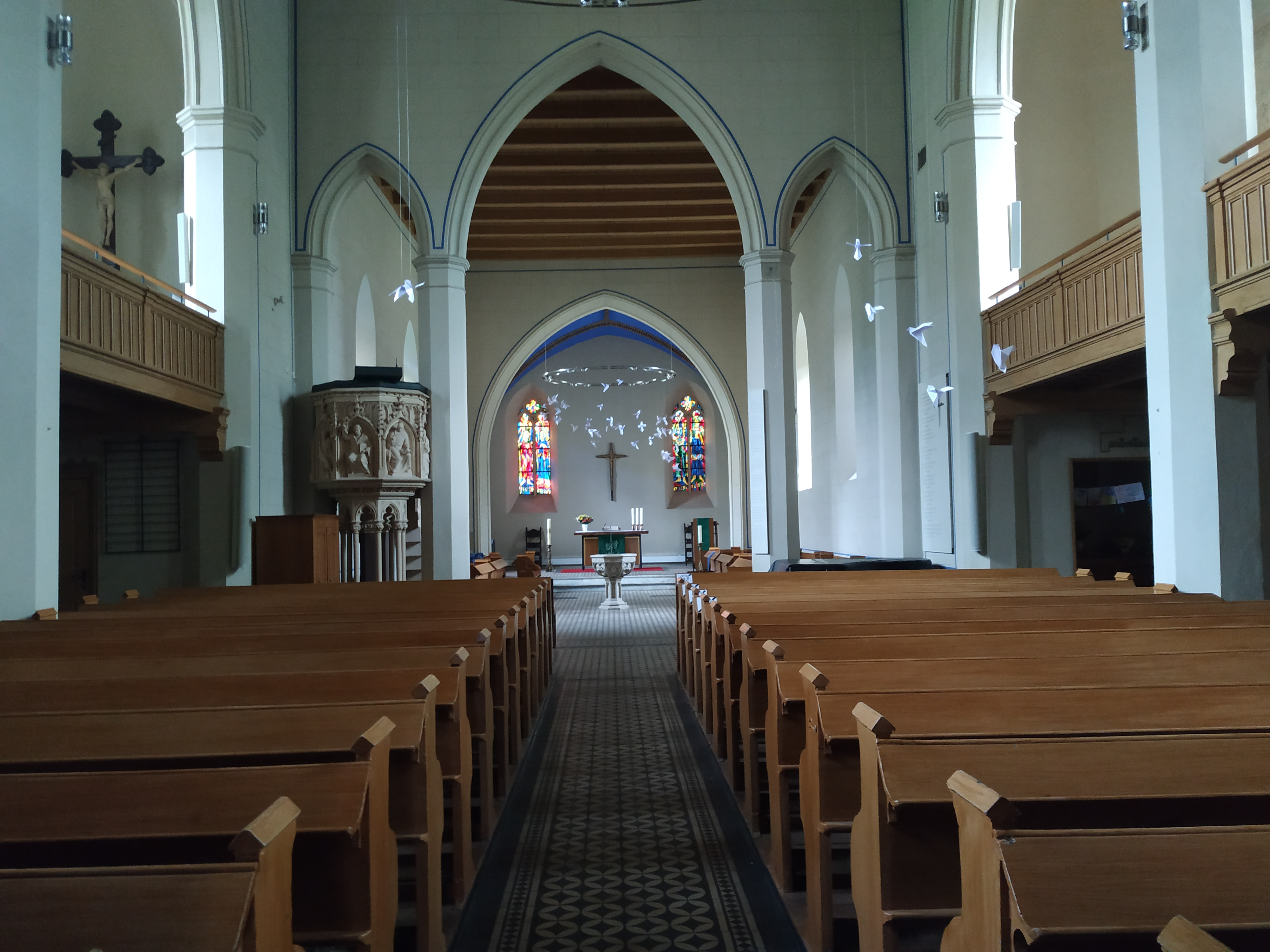
内観

オリジナルの会堂内の天井はフラットになっている。そこの東側部分はスパンとして強調され星型の屋根が覆っている。増築部分はフラットな天井を備えていた。説教檀と洗礼台がネオゴシック様式で1860年に作られている。祭壇十字架、燭台、聖書台がヘルベルト・ラインホルトによって製作された。南側外壁に俳優のJ・ハインリヒ・シュメルケ(1777-1837)の鋳鉄製墓碑銘が取りつけられている。教会堂東面にインゲ・パプによって製作されたガラス窓「4人の福音書記者」が嵌め込まれている。

## 社会的重要性
1981年、この教会において東西の軍備拡張競争並びに環境破壊に平和的に抗議する目的でパンコウ平和サークルが形成された。このサークルは東ドイツ 国家保安省から反体制集団と見なされ、国家保安省崩壊まで闘い続けていた。